# 大谷ゆり
大谷 ゆり（おおたに ゆり、1981年1月27日 - ）は、東京都出身のレースクイーン。フェイスネットワークに所属していた。
またレースクイーンフットサルチーム『High-Legs』のリーダーでもあった。

## 人物
- 愛称は「ゆりっぺ」。
- 身長168cm　B83 W57 H84　靴のサイズ25cm
- 好物　白子・チョコレート・甘くない酒
- 嫌いな物　甘い酒
- 情報処理士の免許をもっている。
- 目標は、できるだけ長くレースクイーンを務める事。

## レースクイーン・イメージガール
- 2003年：JGTC・フォーミュラ・ニッポン「Team 5ZIGEN」レースクイーン
- 2004年：スーパー耐久「DELPHI」レースクイーン
- 2005年：フォーミュラ・ニッポン「Team 5ZIGEN」レースクイーン
- 2006年：富士スピードウェイイメージガール「クレインズ」